# ISO 3166-2:MO
Artículo principal: ISO 3166-2
ISO 3166-2:MO es la entrada para Macao en ISO 3166-2, parte del patrón ISO 3166 publicado por la Organización Internacional de Normalización (ISO), que define los códigos de los nombres de las principales subdivisiones: provincias o divisiones administrativas del Estado de todos los países codificados en el ISO 3166-1.
Actualmente, no hay códigos ISO 3166-2  definidos en la entrada para Macao.
Macao, una región administrativa especial de China, tiene asignado oficialmente el código MO para ISO 3166-1 alpha-2. Además, también tiene asignado el código ISO 3166-2 CN-MO bajo la entrada para China.

## Cambios
Los siguientes cambios a la entrada se anunciaron en informes de la ISO 3166/MA desde la primera publicación de la ISO 3166-2 en 1998:
| Informe        | Fecha de emisión | Descripción del cambio en el informe                                          |
| -------------- | ---------------- | ----------------------------------------------------------------------------- |
| Newsletter I-3 | 20/5/2002        | Cambia el nombre en inglés del país. De acuerdo con ISO 3166-1 Newsletter V-4 |